# Jutta Götzmann

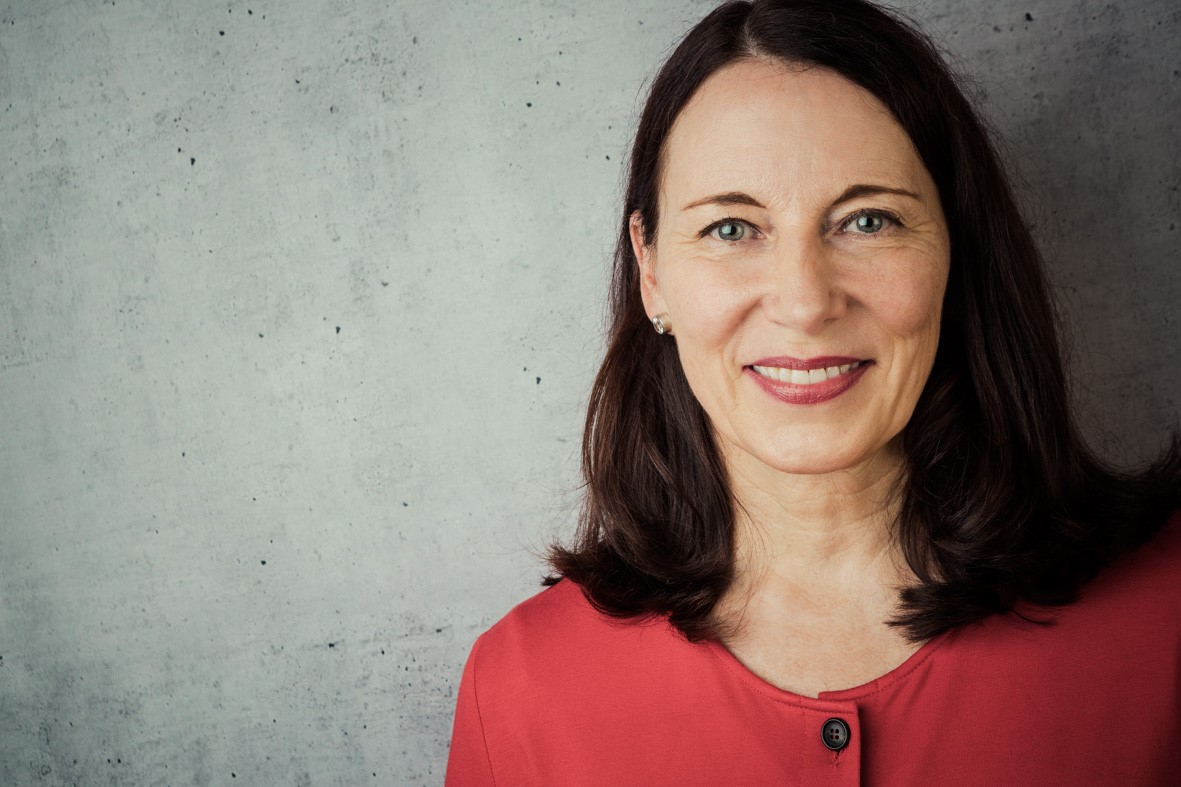
Jutta Götzmann (2022)

Jutta Götzmann (* 1965 in Ascheberg, Westfalen) ist eine deutsche Kunsthistorikerin und Leitende Direktorin der Städtischen Museen Freiburg.

## Leben
Götzmann studierte Kunstgeschichte, Deutsche Philologie und Erziehungswissenschaft in Münster und Rom. Sie war Stipendiatin der Gerda-Henkel-Stiftung und wurde 2002 an der Universität Münster über das Thema Römische Grabmäler der Hochrenaissance. Typologie - Ikonographie – Stil promoviert.
Nach ihrem wissenschaftlichen Volontariat am Westfälischen Landesmuseum für Kunst- und Kulturgeschichte Münster und ihrer Mitarbeit im Projektbüro der 26. Europaratsausstellung „1648 – Krieg und Frieden in Europa“ erhielt Götzmann 2003/04 ein Forschungsstipendium an der Bibliotheca Hertziana, Rom (Max-Planck-Institut für Kunstgeschichte). Von Rom wechselte sie 2004 als Kuratorin und Projektleiterin der 29. Europaratsausstellung nach Berlin an das Deutsche Historische Museum. 2008 wurde sie Gründungsdirektorin des Potsdam Museums und übernahm die Leitung für die Etablierung des Museums am neuen Standort Alter Markt.
Im Herbst 2022 wurde sie zur Nachfolgerin von Tilmann von Stockhausen berufen, seit dem 15. März 2023 ist sie Leitende Direktorin der Städtischen Museen Freiburg und Direktorin des Augustinermuseums. Zu den kommunalen Museen zählen neben dem Augustinermuseum das Museum für Stadtgeschichte im Wentzingerhaus (seit 2025 geschlossen) das Museum Natur und Mensch, das Archäologische Museum Colombischlössle und das Museum für Neue Kunst. Seit 2021 ist auch das Dokumentationszentrum Nationalsozialismus Teil des städtischen Museumsverbundes, das am 21. März 2025 im ehemaligen städtischen Verkehrsamt am Rotteckring eröffnet wurde.
Neben ihrer kuratorischen Tätigkeit richtet Götzmann die Museen Freiburgs strategisch aus und intensiviert die Digitalisierung. Derzeit betreut sie die finale Sanierungs- und Einrichtungsphase des ehemaligen Klostergebäudes des Augustinermuseums. Im Frühjahr 2026 werden auf 1.600 m2 die künftigen Themenräume der neuen Wechsel- und Dauerausstellung eröffnet.
Jutta Götzmann hat Lehrveranstaltungen und Kooperationsprojekte übernommen, u. a. an der Universität Münster (2008/09), der Fachhochschule Potsdam (2010/11, 2018/19 und 2020/2022), der HTWK Leipzig (2006/07, 2011/12 und 2013/14) und der Universität der Künste Berlin (2022). Seit 2025 ist sie Mitglied im Beirat der Albert-Ludwigs-Universität Freiburg.
Darüber hinaus war sie in mehreren Gremien und Stiftungen tätig, so beispielsweise im Fachbeirat der Brandenburgischen Gesellschaft für Kultur und Geschichte, im Stiftungsrat der Siegward Sprotte Stiftung, im Vorstand des Kunstvereins KunstHaus Potsdam e.V. und Jurymitglied von „Stadtgefährten“, dem Fonds für Stadtmuseen in neuen Partnerschaften der Kulturstiftung des Bundes. Gemeinsam mit der Kulturstiftung des Bundes veranstaltete sie im Herbst 2019 das Symposium „Smart Cities – Smart Museums? Stadtmuseen im kulturellen Wandel“. Als Vorsitzende des Beirats Kunst im öffentlichen Raum initiierte sie 2013 den Walk of Modern Art Potsdam und betreute diesen bis 2021. Für besondere Verdienste in der Popularisierung wissenschaftlicher Erkenntnisse wurde ihr im März 2016 der Wilhelm-Foerster-Preis verliehen. Im Januar 2023 wurde Jutta Götzmann ins Kuratorium der Stiftung Kunstforum Berliner Volksbank berufen. Seit Sommer 2023 ist sie Mitglied der Fachkommission des trinationalen Museums-PASS-Musées, seit Frühjahr 2025 im europäischen „Arbeitskreis Museen für Geschichte“.
2024 startete die Museumsakademie der Landesstelle für Museen Baden-Württemberg ihr Mentoringprogramm „Museumsmanagement – Freude an Leitung und Leitungskompetenz“. Auf Einladung nahm Jutta Götzmann als Mentorin an der ersten Runde teil. Zudem unterstützt sie den Programmbeirat der Museumsakademie und nimmt als Referentin am Weiterbildungsprogramm teil.
Jutta Götzmann ist Verfasserin zahlreicher Schriften zur alten wie zur modernen und zeitgenössischen Kunst.

## Kuratierte Ausstellungen (Auswahl)
Augustinermuseum, Haus der Graphischen Sammlung, Freiburg
- 2024/25: Liebe und Verrat. Der Expressionist Fritz Ascher aus New Yorker Privatsammlungen. Eine Ausstellung in Kooperation mit der Fritz Ascher Society for Persecuted, Ostracized and Banned Art, New York und dem Museum Neue Kunst, Freiburg

Augustinermuseum, Freiburg
- 2024: Bellissimo! Italienische Malerei von der Gotik bis zur Renaissance aus dem Lindenau-Museum Altenburg. Unter der Schirmherrschaft der italienischen Botschaft

Potsdam Museum – Forum für Kunst und Geschichte
- 2022/2023: Peter Rohn. Die Welt in Hell und Dunkel. Malerei, Grafik, Fotografie
- 2021/2022: Bernhard Heisig. Menschheitsträume. Das malerische Spätwerk
- 2020/2021: OST. SÜD. Frank Gaudlitz. Fotografien 1986-2020
- 2020: Karl Hagemeister „... das Licht, das ewig wechselt“. Landschaftsmalerei des deutschen Impressionismus. Kooperationsausstellung Potsdam Museum / Museum Georg Schäfer Schweinfurt und Kunstmuseum Ahrenshoop
- 2018/19: Umkämpfte Wege der Moderne (Teil I) - Wilhelm Schmid und die Novembergruppe
- 2017/18: Leben ist Glühn. Der deutsche Expressionist Fritz Ascher. Eine Ausstellung in Kooperation mit der Fritz Ascher Society for Persecuted, Ostracized and Banned Art, New York
- 2016/17: Die wilden 80er Jahre in der deutsch-deutschen Malerei
- 2016: Peter Weiss – „inmitten meiner Bilder“. Eine Ausstellung im Rahmen der Potsdamer Positionen „Peter Weiss 100“
- 2015/16: Armando – Bruchstücke / Brokstukken. In Kooperation mit dem Chabot Museum Rotterdam
- 2015: Künstlerinnen der Moderne. Magda Langenstraß-Uhlig und ihre Zeit
- 2014/15: Stadt-Bild / Kunst-Raum. Entwürfe der Stadt in Werken von Potsdamer und Ost-Berliner Künstlerinnen und Künstlern (1949-1990)
- 2014: Carl Blechen und Carl Gustav Wegener im Dialog. Romantik und Realismus in der Landschaftsmalerei. In Kooperation mit der Stiftung Fürst-Pückler-Museum Park und Schloss Branitz
- 2013: Lebenswerke – Stötzer / Förster / Heisig / Grzimek / Metzkes / Paris. Ausstellung zum 10. Jahrestag des Brandenburgischen Kunstpreises
- 2013: Die Welt farbig sehen - Siegward Sprotte Retrospektive
- 2012: Friedrich und Potsdam. Die Erfindung (s)einer Stadt
- 2010/2011: Von Otto Mueller bis Max Kaus. Graphische Einzeldrucke und Mappenwerke aus dem Ferdinand Möller Verlag

KunstHaus Potsdam e.V.
- 2018: Ulrike Hogrebe - Pleinair. Kunstpreisträgerin der Roland Gräfe Stiftung - Stiftung für Kunst und Kultur
- 2017: Anna Werkmeister. Landschaftsräume - Zeitfenster, in Kooperation mit dem Potsdam Museum - Forum für Kunst und Geschichte
- 2014: Vom Innenraum zum Außenraum. Aus der Sammlung Florian Peters-Messer. Mit Arbeiten u. a. von Manfred Pernice, Sabine Hornig, Karsten Konrad und Thomas Struth
- 2012: Emma Stibbon. Potsdam – Berlin. Changing Cities

Deutsches Historisches Museum, Berlin
- 2006: Heiliges Römisches Reich Deutscher Nation: Altes Reich und Neue Staaten 1495-1806. 29. Ausstellung des Europarates in Berlin und Magdeburg